# Тірхута (письмо)
Тірхута або Мітхілакшар — абуґіда, яка використовується для мови майтхілі. Ця система письма виникла приблизно в 14 столітті. Вона близька до бенгальського і ассамського письма, письма орія і непальського письма (прачаліт). Але найближчим до письма тірхута є бенгальське письмо. Ці дві абуґіди мають досить багато спільних знаків, але знаки цих систем письма поєднуються по-різному (поєднання «голосна-приголосна» і сполучення кількох приголосних). В 20 столітті більшість носіїв мови майтхілі перейшли на письмо деванаґарі, тому письмо тірхута не має значного поширення.

## Знаки письма

### Незалежні знаки для голосних
| Символ в Unicode | Малюнок                      | Транскрипція IAST | Транскрипція МФА |
| ---------------- | ---------------------------- | ----------------- | ---------------- |
|                  | Тірхутська буква А           | a                 | /а/              |
|                  | Тірхутська буква АА          | ā                 | /а:/             |
|                  | Тірхутська буква І           | і                 | /і/              |
|                  | Тірхутська буква ІІ          | ī                 | /і:/             |
|                  | Тірхутська буква У           | u                 | /u/              |
|                  | Тірхутська буква УУ          | ū                 | /u:/             |
|                  | Тірхутська буква складове Р  | ṛ                 | /r̩/              |
|                  | Тірхутська буква складове РР | ṝ                 | /r̩ː/             |
|                  | Тірхутська буква складове Л  | ḷ                 | /l̩/              |
|                  | Тірхутська буква складове ЛЛ | ḹ                 | /l̩ː/             |
|                  | Тірхутська буква Е           | ē                 | /е:/             |
|                  | Тірхутська буква АІ          | аі                | /аі/             |
|                  | Тірхутська буква О           | ō                 | /о:/             |
|                  | Тірхутська буква АУ          | аu                | /аu/             |

Тірхута має незалежні знаки для позначення довгих і коротких голосних та дифтонгів. Оскільки це письмо є абуґідою, то незалежні знаки для позначення голосних використовуються тоді, коли треба позначити подовження голосного, коли треба позначити два різних голосних поряд, або коли голосний потрібно написати на початку слова.

### Приголосні
|                      |                       |                      |                       |                         | Символ в Юнікоді        |
| Тірхутська буква KA  | Тірхутська буква KHA  | Тірхутська буква GA  | Тірхутська буква GHA  | Тірхутська буква NGA    | Зображення              |
| ka /kа/              | kha /kʰа/             | ga /ga/              | gha /gʱа/             | ṅa /ŋа/                 | Транскрипція IAST і МФА |
|                      |                       |                      |                       |                         | Символ в Юнікоді        |
| Тірхутська буква CA  | Тірхутська буква CHA  | Тірхутська буква JA  | Тірхутська буква JHA  | Тірхутська буква NYA    | Зображення              |
| ca /t͡ʃa/             | cha /t͡ʃʰa/            | ja /d͡ʒa/             | jha /d͡ʒʱa/            | ña /ɲa/                 | Транскрипція IAST і МФА |
|                      |                       |                      |                       |                         | Символ в Юнікоді        |
| Тірхутська буква TTA | Тірхутська буква TTHA | Тірхутська буква DDA | Тірхутська буква DDHA | Тірхутська буква NNA    | Зображення              |
| ṭa /ʈa/              | ṭha /ʈʰa/             | ḍa /ɖa/              | ḍha /ɖʱa/             | ṇa /ɳa/                 | Транскрипція IAST і МФА |
|                      |                       |                      |                       |                         | Символ в Юнікоді        |
| Тірхутська буква TA  | Тірхутська буква THA  | Тірхутська буква DA  | Тірхутська буква DHA  | Тірхутська буква NA     | Зображення              |
| ta /t̪a/              | tha /t̪ʰa/             | da /d̪a/              | dha /d̪ʱa/             | na /na/                 | Транскрипція IAST і МФА |
|                      |                       |                      |                       |                         | Символ в Юнікоді        |
| Тірхутська буква PA  | Тірхутська буква PHA  | Тірхутська буква BA  | Тірхутська буква BHA  | Тірхутська буква MA     | Зображення              |
| pa /pa/              | pha /pʰa/             | ba /ba/              | bha /bʱa/             | ma /ma/                 | Транскрипція IAST і МФА |
|                      |                       |                      |                       | Символ в Юнікоді        |                         |
| Тірхутська буква YA  | Тірхутська буква RA   | Тірхутська буква LA  | Тірхутська буква VA   | Зображення              | Зображення              |
| ya /ja/              | ra /ra/               | la /la/              | va /ʋa/               | Транскрипція IAST і МФА | Транскрипція IAST і МФА |
|                      |                       |                      |                       | Символ в Юнікоді        |                         |
| Тірхутська буква SHA | Тірхутська буква SSA  | Тірхутська буква SA  | Тірхутська буква HA   | Зображення              | Зображення              |
| śa /ʃa/              | ṣa /ʂa/               | sa /sa/              | ha /ɦa/               | Транскрипція IAST і МФА | Транскрипція IAST і МФА |

Кожен знак являє собою склад, складаючийся з приголосного та прикріпленого короткого голосного [а]. Щоб змінити в складі цей голосний на інший, або щоб позначити, наприклад, назалізацію, до цього знаку дописують залежний знак для потрібного голосного, або залежний знак для назалізації. Щоб отримати приголосний без голосного, потрібно до знаку, який являє собою склад «приголосний + голосний [а]», додати віраму (знак, відміняючий прикріплений короткий голосний [а]).

### Залежні знаки для голосних
| Символ в Unicode | Малюнок                                            | Транскрипція IAST | Транскрипція МФА |
| ---------------- | -------------------------------------------------- | ----------------- | ---------------- |
|                  | Тірхутський залежний знак для голосної АА          | ā                 | /а:/             |
|                  | Тірхутський залежний знак для голосної І           | і                 | /і/              |
|                  | Тірхутський залежний знак для голосної ІІ          | ī                 | /і:/             |
|                  | Тірхутський залежний знак для голосної U           | u                 | /u/              |
|                  | Тірхутський залежний знак для голосної UU          | ū                 | /u:/             |
|                  | Тірхутський залежний знак для голосної складове R  | ṛ                 | /r̩/              |
|                  | Тірхутський залежний знак для голосної складове RR | ṝ                 | /r̩ː/             |
|                  | Тірхутський залежний знак для голосної складове L  | ḷ                 | /l̩/              |
|                  | Тірхутський залежний знак для голосної складове LL | ḹ                 | /l̩ː/             |
|                  | Тірхутський залежний знак для голосної ЕЕ          | ē                 | /е:/             |
|                  | Тірхутський залежний знак для голосної Е           | e                 | /е/              |
|                  | Тірхутський залежний знак для дифтонга АІ          | аі                | /аі/             |
|                  | Тірхутський залежний знак для голосної ОО          | ō                 | /о:/             |
|                  | Тірхутський залежний знак для голосної О           | о                 | /о/              |
|                  | Тірхутський залежний знак для дифтонга АU          | аu                | /аu/             |

Залежні знаки для голосних слугують для заміни прикріпленого короткого голосного [а] в знаках для приголосних на потрібний голосний. В письмі тірхута немає незалежних знаків для голосних [е] і [о], оскільки ці звуки не зустрічаються на початку слів.

### Інші знаки
| Символ в Unicode | Малюнок                      | Назва       |
| ---------------- | ---------------------------- | ----------- |
|                  | Тірхутський знак чандрабінду | чандрабінду |
|                  | Тірхутський знак анусвара    | анусвара    |
|                  | Тірхутський знак вісарґа     | вісарґа     |
|                  | Тірхутський знак вірама      | вірама      |
|                  | Тірхутський знак нукта       | нукта       |
|                  | Тірхутський знак аваґраха    | аваґраха    |
|                  | Тірхутський знак ґванґ       | ґванґ       |

Чандрабінду - залежний знак для позначення назалізації голосного звуку.
Анусвара - залежний знак для позначення носового призвуку в кінці голосного звуку, або для позначення назалізації голосного.
Вісарґа - залежний знак, позначаючий придих після голосного.
Вірама - залежний знак, слугуючий для відміни прикріпленого короткого голосного [а] в знаках для приголосних.
Нукта - залежний знак для позначення нових приголосних.
Аваґраха - залежний знак для позначення випадання голосного.
Ґванґ - ведична анусвара.

### Цифри
Письмо тірхута має свій набір знаків для позиційної десяткової системи числення. Ці знаки можна використовувати так само, як і звичайні індо-арабські цифри. За допомогою цифр тірхута можна записати число будь-якої величини, оскільки ця система позиційна.

## Зразки письма

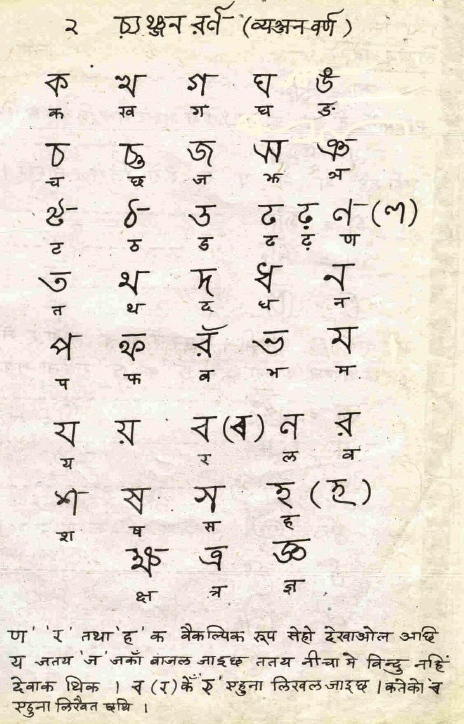